# جون فراندسن
جون فراندسن (بالدنماركية: John Frandsen)‏ هو مدرب كرة قدم ولاعب كرة قدم دنماركي في مركز الوسط، ولد في 19 سبتمبر 1948 في بلدية غلوستروب ‏ في الدنمارك. لعب مع إن إي سي نيميخن وبولدكلوبن فرم وبي إي سي زفوله ونادي بروندبي.